# آبرن (نیوجرسی)
آبرن (به انگلیسی: Auburn) یک منطقهٔ مسکونی در ایالات متحده آمریکا است که در اولدمنز، نیوجرسی واقع شده است. آبرن ۲۴ متر بالاتر از سطح دریا واقع شده است.